# Universidad Bíblica de Cristo para las Naciones
La Universidad Bíblica de Cristo para las Naciones o Christ For The Nations Institute (CFNI) es una Institución Superior cristiana interdenominacional no acreditado. Empezó tres años como un Instituto Bíblico situado en el barrio de Oak Cliff en Dallas, Texas (EE. UU.). Fundada por Pastores Pentecostales, Hay cinco escuelas especializadas en: ministerio pastoral y liderazgo,  niños y  familias, las misiones, el culto y arte de la técnica, y la juventud. CFNI también un campamento juvenil de verano. 
Hay también un Instituto de español para estudiantes que deseen trabajar en la comunidad latina / hispana del mundo. Todas las escuelas especializadas en enseñar a los alumnos a que aporten recursos para completar los edificios de las iglesias, el cuidado de los huérfanos, el apoyo a la nación de Israel, la prestación de socorro humanitario, la creación y fortalecimiento de escuelas internacionales de la Biblia, y la distribución de literatura cristiana.

## Historia
El Evangelista estadounidense Gordon Lindsay y su esposa, Freda Lindsay, fundaron el Instituto Bíblico Cristo Para la Naciones o Universidad Bíblica Cristo para las Naciones (CFNI por sus siglas en inglés) en 1970. Después la muerte de Gordon Lindsay en 1973, Freda se mantuvo activa como Presidente de Cristo Para Las Naciones Hasta que se retiró en 1990, aunque la Sra. Lindsay y su familia siguieron en el ministerio. La Universidad ha capacitado a más de 30,000 estudiantes, alcanzando a 120 Países, y ayudó a congregaciones nativas en la construcción de más de 11,000 iglesias en todo el mundo. 
"Mamá" Lindsay falleció en su casa el 26 de marzo de 2010, a la edad de 95 años en el "Gordon Lindsay Day",  día en que la Universidad recuerda y honra el legado de su fundador.  Su hijo, Dennis Lindsay, es el actual presidente del CFNI.

## Acreditaciones y afiliación
La Universidad Bíblica de Cristo para las Naciones UBCN no está Acreditada. Hasta el 21 de abril de 2007, había "el estatuto de candidato" con la Asociación de Educación Superior bíblica. esta acreditación duro solo 4 años pero  El 21 de abril de 2007, el Consejo de Administración de Cristo Para Las Naciones decidió Retirar la Acreditación, Sin embargo, el CFNI el no tiene Acuerdos de articulación, con el propósito de la transferencia de créditos, con muchas universidades acreditadas y universidades cristianas Biblia. La escuela que recibe siempre determina la transferibilidad de crédito. Algunas de estas Instituciones Se incluyen, Ecclesia College Southwestern Assemblies of God University, la Universidad Bautista de Dallas- Texas Universidad del Rey College, Oral Roberts University y la Universidad de Regent. 
La CFNI afirma que es "acreditado" por la Asociación Cristiana de Acreditación Internacional, una organización cristiana privada funciona bajo los Auspicios de la Universidad Oral Roberts.  La acreditación de la  ICAA no es Reconocida por el Departamento de Educación de EE. UU.
La CFNI es un Miembro de la Asociación Internacional de Escuelas Cristianas, es aprobado por el Departamento de Seguridad Interior para inscribir a estudiantes internacionales, y cuenta con la Aprobación del Departamento de Asuntos de los Veteranos para la Formación de Veterano.

## Campus  Internacionales
La Universidad cuenta con campus o sedes en Latinoamérica, África, Europa, Asia y Oceanía
África
- Botswana: Love Botswana Bible Institute
- Cameroon: Cameroon Bible College
- Ivory Coast: Ivory Coast Burning Bush Biblical Institute
- Kenia: Kenya Biblical Life School of Ministry
- Mozambique
- Inhaminga Afrika wa Yesu Bible School
- Nacala Afrika wa Yesu Discipleship School
- Senegal: Word Alive Bible Training Center
- Sudáfrica: South Africa International Christian Bible College
- Uganda: U.P.C.I. of Uganda Bible School
- Zimbabue
- Harare Faith World Bible College
- Harare Goshen Bible College

Asia
- India
- Allahabad India Bible Training Institutev
- Nagaland Christ For The Nations Nagaland Bible College
- Shillong Doulos Bible Institute
- Japon: Christ For the Nations Japan
- Myanmar(Burma): Shiloh Bible College
- Sri Lanka: Lanka Bible College

## Norteamérica y el Caribe
- Canadá: Christ For The Nations Bible College (Vancouver)
- Haití: Christ For Haiti
- México
- Cristo Para Las Naciones (Guadalajara)
- Cristo Para Las Naciones (Ciudad de México)
- Cristo Para Las Naciones (Monterrey)*Cristo para las Naciones Monterrey
- Instituto Estandarte Para Las Naciones (Puebla)
- Cristo Para Las Naciones (Querétaro) http://www.cpln.org

## Centro y Sur América
- Brasil: Instituto Cristo Para as Nacoes
- Colombia: Cristo Para Las Naciones Colombia *Cristo para las Naciones Colombia
- El Salvador: Escuela Apostólica Ministerial Cristo a las Naciones
- Costa Rica: Escuela Apostólica Ministerial Cristo a las Naciones

## Europa
- Bielorrusia: Christ For The Nations
- Germany: Christ For The Nations Glaubenszentrum
- Poland: Christ For The Nations Poland
- Romania
- Cluj Christ For Romania (Cluj)
- Suceava Christ For Romania (Suceava)
- Timisoara Christ For Romania (Timisoara)
- United Kingdom: Christ For The Nations U.K.

## Oceanía
- Australia: Christ For The Nations Australia

## Juventud para las Naciones
El Instituto de Cristo para las Naciones acoge un campamento juvenil anual, denominado Juventud para el de las Naciones (YFN) durante cinco días durante el verano.
- Datos: Q5108950